# Nea Paralia
Nea Paralia (griechisch Νέα Παραλία Neues Ufer) ist eine Parkanlage in Thessaloniki, Griechenland. Sie erstreckt sich südlich des Weißen Turms auf einer Länge von rund 3,5 Kilometern am Ufer des Thermaischen Golfes.

## Beschreibung
Nea Paralia hat eine langgestreckte Form mit begrenzter Tiefe und einer großen Länge. Dies ergibt sich aus der Lage zwischen dem Meer und der parallel laufenden Hauptstraße Leoforos Megalou Alexandrou (Λεωφόρος Μεγάλου Αλεξάνδρου Boulevard Alexander der Große). Nea Paralia besteht aus einer langen, pistenartigen Verkehrsfläche und 13 anliegenden grünen Parkflächen, die unterschiedlich und jeweils nach einem Oberthema gestaltet sind. Im Norden befindet sich die Landmarke des Hotels Makedonia Palace, am südlichen Ende die des Gebäudekomplexes der Philharmonie. Die Kunstinstallation Ombréles von George Zongolopoulos (1903–2004) wurde in den nördlichen Teil der Promenade eingebettet.

## Entstehung
Die Stadt Thessaloniki schrieb im Jahr 2000 einen internationalen städtebaulichen Wettbewerb für die Sanierung aus. Der Beitrag von Nikiforidis-Cuomo Architekten erhielt den 1. Preis und wurde ab 2006 gebaut. Nea Paralia wurde in 2 Phasen realisiert. Der Bau des ersten Teils (rund 75.800 m²) wurde 2008 abgeschlossen, während der 2. Bauabschnitt (rund 163.000 m²) 2011 begann und 2014 endete.

## Vorgeschichte
Bis zur Mitte des 20. Jahrhunderts war der Küstenabschnitt des heutigen Nea Paralia unbegradigt und Standort verschiedener Tavernen und Ouzerien. Hier legten 1947 vom Kai vor dem Elektrizitätswerk im Morgengrauen die Schiffe ab, die Menschen in die Verbannung nach Anafi und Makronissos brachten. 1959 begannen große Baumaßnahmen zur Umgestaltung der Küste mit dem Abriss der Straßencafés und Tavernen, der weitläufigen Eindämmung vom Weißen Turm bis zum Standort der heutigen Philharmonie-Gebäude, dem Bau einer Rollbahn aus Beton direkt am Wasser und parallel etwas landeinwärts des Leoforos Megalou Alexandrou mit seinen sechs Fahrspuren. Tausende Tonnen Schutt aus Abrissmaßnahmen und der Ausschachtung von Baugruben für Neubauten in der Stadt verwandelten das bis dahin unregelmäßige Ufer in eine gerade Uferpromenade. Das neue Ufer (Nea Paralia) symbolisierte einerseits eine neue Lebensweise und war andererseits im Marshallplan als Landebahn für NATO-Truppen im Falle einer kommunistischen Übernahme der Stadt vorgesehen. Die militärische Funktion wurde nur einmal ausgeübt, und zwar in den ersten Tagen der griechischen Militärdiktatur, als Kriegsschiffe politische Gefangene von hier auf die Insel Gyaros verfrachteten.

## Die Themengärten

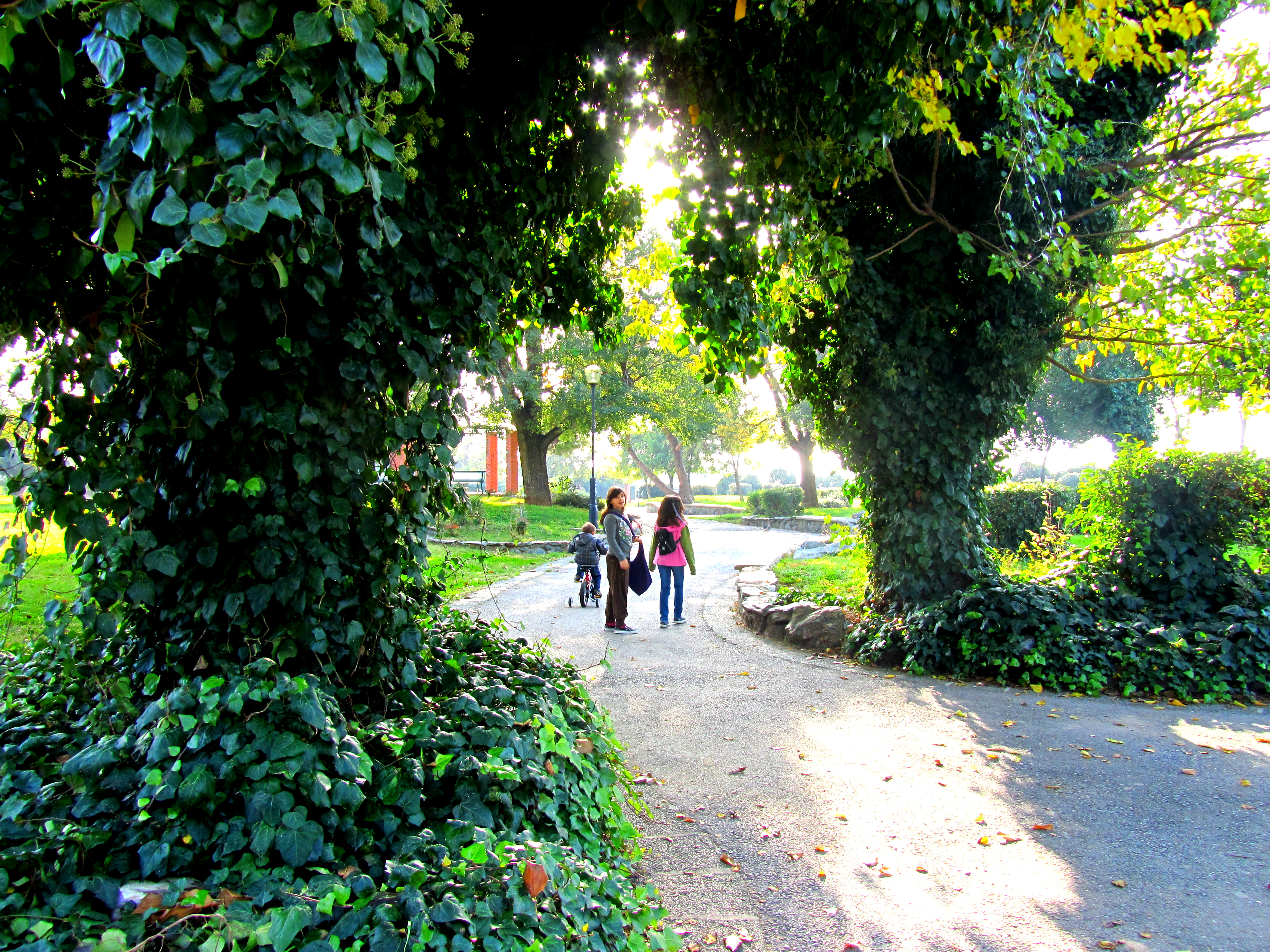
Park Nea Paralia

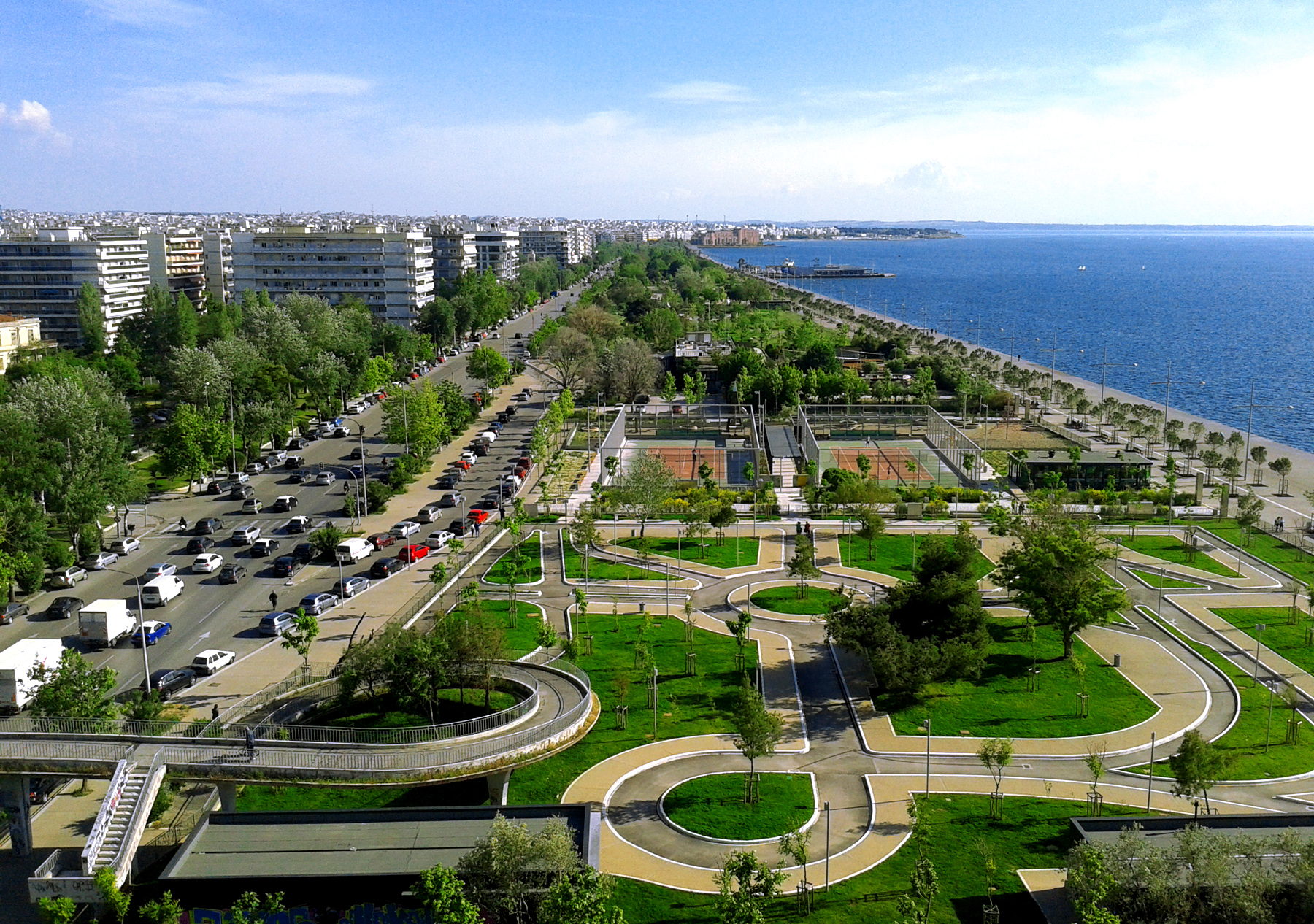
Nea Paralia in Blickrichtung Süden, vorne der ehemalige Verkehrsübungsplatz

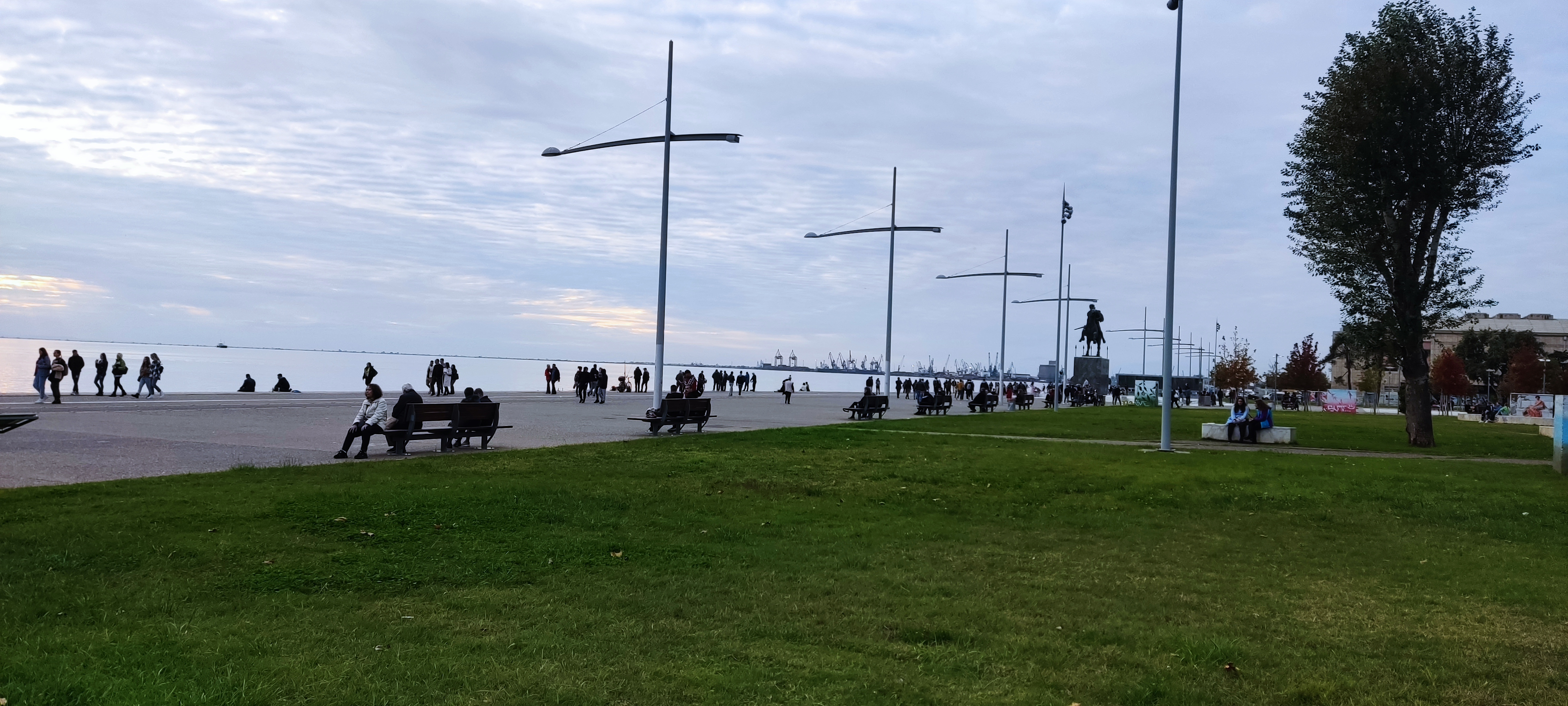
Nea Paralia mit Alexander der Große - Denkmal

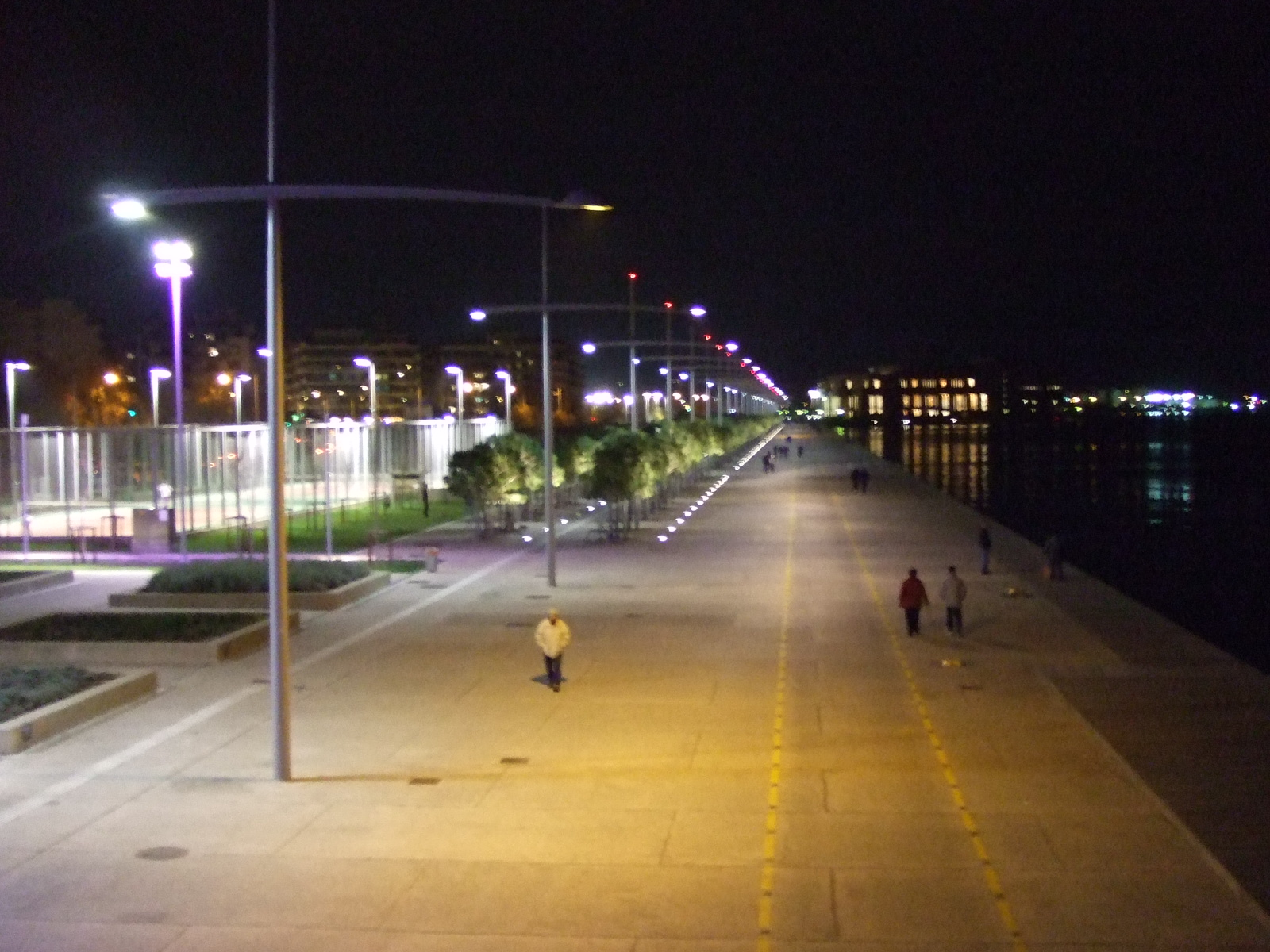
Nea Paralia und angrenzende Grünflächen

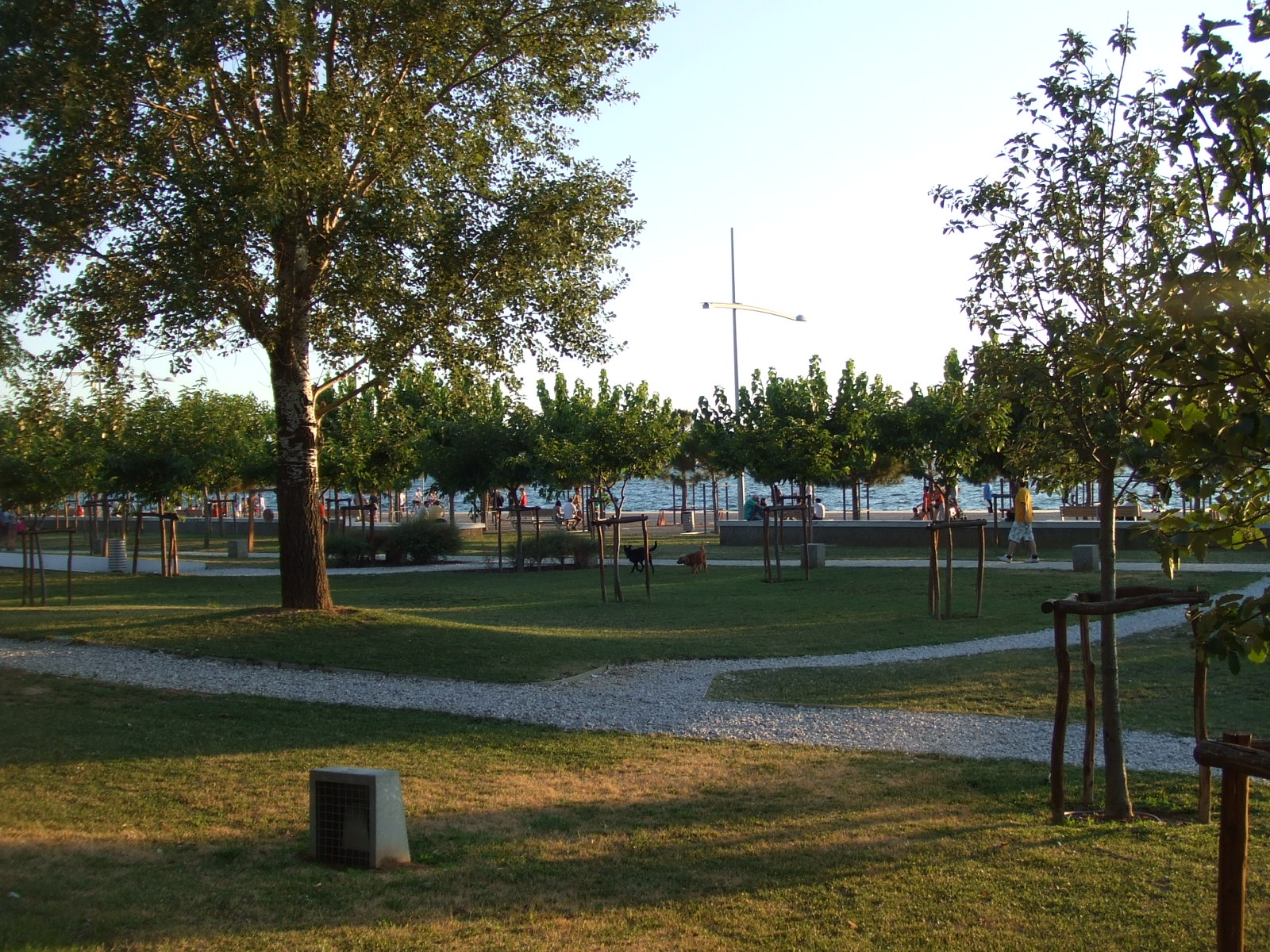
Der Klanggarten, Nea Paralia

### Alexandergarten
Der Alexandergarten (Ο Κήπος του Αλέξανδρου O Kipos tou Alexandrou) befindet sich am Weißen Turm und dem Alexander-der-Große-Denkmal. Die drei kleinen Parks, die sich hier befanden, wurden vereint und offener gestaltet. Der bestehende Überstand der Promenade zum Meer bleibt erhalten und wird mit einem Holzboden als Plattform oder Deck mit umlaufenden Sitzgelegenheiten und Wasserdüsen abgedeckt. Holzböden unter Verwendung von Bangkirai-Holz sind ein wiederkehrendes Gestaltungselement auf der ganzen Länge der Promenade.

### Garten der Nachmittagssonne
Der Garten der Nachmittagssonne (Ο Κήπος του Απογευματινού Ήλιου O Kipos tou Apogevmatinou Iliou) ist ein abfallender Garten auf der dreieckigen Fläche zwischen dem Hotel Makedonia Palace und dem früheren Standort der Elektrizitätsgesellschaft. Er erhielt einen sanften Hang, von dem sich die untergehende Sonne über der Meeresbucht besonders gut beobachten lässt. Die Flanken des Hügels in Richtung Hauptverkehrsstraße und Hotel haben schräge Stützmauern. Es gibt einen kleinen Erfrischungsstand.

### Garten aus Sand und Schatten
Im Garten aus Sand und Schatten (Ο Κήπος της Άμμου και του Ίσκιου O Kipos tis Ammou kai tou Iskiou) sind die Markierungen eines früheren Verkehrsübungsplatzes zwischen Neuanpflanzungen erhalten geblieben. Außerdem wurden zwei Tennisplätze und ein Spielplatz angelegt. Eine vorher bestehende Hecke aus Sträuchern wurde entfernt, um den Garten zum Meer und zur Promenade hin zu öffnen.
Auch hier gibt es einen Verpflegungsstand.

### Garten der Jahreszeiten
Der Garten der Jahreszeiten (Ο Κήπος των Εποχών O Kipos ton Epochon) ist als Stadtgarten mit der natürlichen Vegetation der griechischen Landschaft gestaltet. Er umfasst außerdem eine Erfrischungsbar, ein Amphitheater im Freien für Veranstaltungen und Sitzgelegenheiten entlang eines luftigen Holzstegs.

### Garten von Odysseas Fokas
Der Garten von Odysseas Fokas (Ο Κήπος του Φωκά O Kipos tou Foka) war bereits vor der Umgestaltung eine gepflegte Grünanlage. Er blieb erhalten, aber der Tennisplatz wurde verlagert. Dafür erhielt der Spielplatz eine größere Fläche und wurde mit neuen Strukturen und Spielgeräten, neuen Böden und Bepflanzungen ausgestattet. Besonderer Wert wurde auf Sicherheit und Zugangskontrolle gelegt, außerdem gibt es Spielzeug für Kinder mit besonderen Bedürfnissen.

### Garten der Skulpturen und des Mittelmeeres
Der Garten der Skulpturen und des Mittelmeeres (Ο Κήπος των Γλυπτών και της Μεσογείου O Kipos ton Glypton kai tis Mesogeiou) erstreckt sich zwischen den gedachten Verlängerungen der Straßen Kallidopoulou und Botsari. Es befindet sich gegenüber dem Folklore- und Ethnologiemuseum von Makedonien und Thrakien und wurde an der Stelle errichtet, an der sich ein Parkplatz befand. Es handelt sich um einen „grünen Kunstraum“, dessen Ausstattung für die Rezeption großformatiger zeitgenössischer Skulpturen geeignet ist. Das dominierende Element ist eine große Wasserfläche mit spezieller Nachtbeleuchtung, um die herum Sitzgelegenheiten, längliche Blumenbeete, niedrige Skulpturensockel und ein Erfrischungsstand angeordnet sind. Es dominieren die Bepflanzung mit mediterraner Flora (Zitrus- und Aromapflanzen). Der Garten wurde mit Sitzgelegenheiten und einem halboffenen Erfrischungsbereich ausgestattet.

### Klanggarten
Der Klanggarten (Ο κήπος του Ήχου O Kipos tou Ichou) ist auf der Nord-Nordostseite vollständig mit hohen Bäumen und Schilf und auf der restlichen Fläche mit niedrigerem Grün bepflanzt. Der Klang wird durch den Wind und das Schilf erzeugt. Der Garten wird von einem Weg durchquert, der im Rosengarten endet, sowie drei großen linearen Wasserflächen. Im Garten befindet sich ein Kriegerdenkmal, das an den Koreakrieg erinnert. Es wurden zwei Pergolen gebaut, die den Grundriss des Denkmals als Referenz haben. Die Pergolen bilden Innenräume um ein zentrales Atrium mit unterschiedlicher Konfiguration und werden nach außen durch ein Metallgitter begrenzt, auf dem Kletterpflanzen wachsen.

### Garten der Rosen und der Erinnerung
Beim Garten der Rosen und der Erinnerung (Ο Κήπος των Ρόδων και της Μνήμης O Kipos ton Rodon kai tis Mnimis) handelt sich um einen umzäunten Garten, der an die geschlossenen Innenhöfe alter Herrenhäuser erinnern soll, und um einen Garten mit einem zentralen Bereich, der jeweils 24 große Blumenbeete mit Duftpflanzen und Kräutern wie Oregano, Thymian, Minze, Rosmarin und Majoran umfasst.
Der Rosengarten ist in drei Teile gegliedert: Auf der Nordseite, geschützt durch die umzäunte Pergola, befindet sich der Kinderspielplatz des Rosengartens. Zentral gelegen ist der Verpflegungsstand innerhalb einer gepflasterten Fläche. Im südlichen Teil des Gartens befinden sich die Blumenbeete, die mit bunten Rosensträuchern bepflanzt werden. Andererseits schafft der Garten der Erinnerung eine Perspektive auf die Stadt und ist der einzige Garten, der oberhalb des Leoforos Megalou Alexandrou entsteht. Dieser Teil des Gartens wird von zwei Baumreihen eingerahmt und abgegrenzt.

### Garten des Wassers und der Musik
Der Charakter des Gartens des Wassers und der Musik (Ο Κήπος του Νερού και της Μουσικής O Kipos tou Nerou kai tis Mousikis) entspricht dem Namen. Einerseits ist der Wassergarten durch Wasser als dominierendes Element geprägt. Entlang des Gartens wurde eine hölzerne Pergola mit dem Fußweg rund um die Wasseroberfläche errichtet. Es wird eine Raum geschaffen, der sich für Ausstellungen im Freien eignet. Auf der Seite mit der größten Weite wurde eine große, langgestreckte Wasserfläche angelegt und mit hydrophilen Pflanzen wie Seerosen und Schilf bepflanzt. Andererseits entsteht der Musikgarten im dreieckigen Bereich neben dem Konzertgebäude. Die Bäume wurden so gepflanzt, dass eine dreieckige „Lichtung“ mit Gras blieb, umgeben von Ebenen in der Art eines Amphitheaters. Der Bereich eignet sich für kleine Musikveranstaltungen im Freien, aber auch für alle anderen Nutzungsmöglichkeiten der Gärten von Nea Paralia.

## Auszeichnung und Kritik
Nea Paralia wurde mit mehreren Architekturpreisen ausgezeichnet, wurde unter anderem unter den 40 Finalisten für den Mies-van-der-Rohe-Preis der Europäischen Union 2015 ausgewählt. Im Magazin Parallaxi wird Nea Paralia als „größte Stadterneuerung in Griechenland seit Jahrzehnten“ bezeichnet. In demselben Artikel wird kritisiert, dass Nea Paralia während der COVID-19-Pandemie geschlossen war und dass Unterhaltung und Pflege durch die Stadt vernachlässigt werden.